# Forcipomyia proximornata
Forcipomyia proximornata är en tvåvingeart som beskrevs av Debenham 1987. Forcipomyia proximornata ingår i släktet Forcipomyia och familjen svidknott. Inga underarter finns listade i Catalogue of Life.